# Сихів (станція)
Си́хів — проміжна залізнична станція Львівської дирекції Львівської залізниці на лінії Львів — Ходорів між станціями Персенківка (4,5 км) та Давидів (7,5 км)
Розташована в адміністративних межах Львова (Сихівський район) Львівської області за 11 кілометрів від станції Львів.

## Історія
Залізниця Львів — Чернівці стала другою залізничною гілкою, яка з'єднала столицю Галичини з іншими великими містами краю, її було прокладено у 1866 році. Однак сама станція Сихів була збудована на початку ХХ століття. Спочатку розташовувалась за адміністративною межею Львова, проте у зв'язку з розширенням міста увійшла до його складу.
На початку 1970-х років станція отримала тролейбусне сполучення із центром Львова.
У 1992 році електрифіковано постійним струмом у складі дільниці Львів — Сихів.
У 2000 році станції Сихів було адміністративно підпорядковано станцію Давидів, яка розташована за 6 кілометрів південніше, але на даний момент станція Давидів не підпорядковується начальнику залізничної станції Сихів. У грудні 2007 року на станції Сихів було комп'ютеризовано роботу товарних касирів.

## Пасажирські перевезення
Станція Сихів приймає пасажирські та вантажні поїзди. Щоденно через станцію проходить чотири пари дизель-потягів у напрямку Ходорова. У 2008 році станція щомісяця реалізовувала квитків на потяги далекого сполучення на 2,5—3 тис. грн, а у приміському — 930 грн. До грудня 2016 року на станції функціонувала квиткова каса, яка проводила продаж проїзних документів на приміські потяги до Ходорова та Львова.

## Вантажні перевезення
Станція Сихів забезпечує роботу підприємств Львова, які розташовані поруч: ТзОВ «Львівський бетон», ВАТ «Іскра», ВАТ «Львіввторресурси» та інші. Відповідно станція займається обробкою таких вантажів: залізобетонних виробів, щебеню, піску, кислоти, соди, доломіту, ламп-колб, склобою, керамічної плитки, бензину та дизпалива. Обсяги роботи станції зростають — у 2008 році тут навантажили 125 вагонів проти 119 у 2007 році, натомість вивантаження вагонів у 2008 році склало 2074 проти 1634 у 2007 році.
(Львівський залізничник. — 2009. — 2 січ.).